# Wieś rozproszona

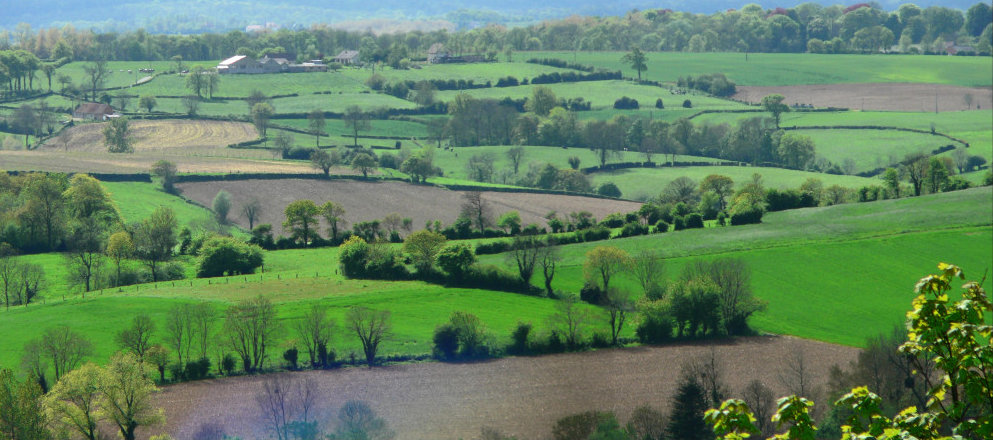
Panorama wsi rozproszonej

Wieś rozproszona – wieś, w której odległości między zagrodami są znaczne i przekraczają odległość 100 m, a zabudowania są rozmieszczone w miarę równomiernie na dużym obszarze.
Do rozproszonej zabudowy dochodzi wtedy, gdy rolnicy osiedlają się w pobliżu swoich pól uprawnych, w oddaleniu od centrum wsi.